# Bandera de les Illes Balears
La Bandera de les Illes Balears és l'oficial segons l'estatut d'autonomia de 1983. La formen quatre barres vermelles sobre fons groc, a la part superior esquerra un quarter amb fons morat i un castell blanc de cinc torres al mig. Es considera un penó derivat de la bandera de Mallorca.
El disseny definitiu fou adoptat el 1989 després que ho decidís una comissió d'experts formada pels mallorquins Maria Barceló Crespí i Gabriel Llompart Moragues, l'eivissenc Joan Marí Cardona i el menorquí Joan Hernández Móra.

## Banderes dels governs insulars

Bandera d'Eivissa
Bandera de Formentera
Bandera de Mallorca
Bandera de Menorca